# ویلهلم فریک
ویلهلم فریک (به آلمانی: Wilhelm Frick) (زاده ۱۲ مارس ۱۸۷۷ – درگذشته ۱۶ اکتبر ۱۹۴۶) یکی از اعضای برجستهٔ حزب نازی و از ۳۰ ژانویه ۱۹۳۳ تا ۲۰ اوت ۱۹۴۳ وزیر کشور آلمان نازی بود.
ویلهلم فریک پیش از به قدرت رسیدن آدولف هیتلر بین سال‌های ۱۹۳۰ تا ۱۹۳۱ وزیر آموزش و پرورش ایالت تورینگن بود، امّا پس از به قدرت رسیدن نازی‌ها در آلمان وی در ماه ژانویه ۱۹۳۳ توسط آدولف هیتلر به سمت وزیر کشور آلمان نازی برگزیده شد.
وی پس از شکست آلمان نازی در جنگ جهانی دوم توسط متفقین در دادگاه نورنبرگ محاکمه و اعدام شد.

## اوایل زندگی
وی در السنز در امپراتوری آلمان به دنیا آمد. وی آخرین فرزند از چهار خانواده بود. پدرش یک معلّم پروتستان بود که در سال ۱۹۱۸ درگذشت. فریک در دانشگاه لودویگ ماکسیمیلیان مونیخ لغت‌شناسی خواند ولی پس از مدّتی رشته‌اش را به حقوق تغییر داد و در دانشگاه هومبولت برلین و دانشگاه هایدلبرگ ادامه تحصیل داد و مدرک دکترای خود را در سال ۱۹۰۱ دریافت کرد. برای مدّتی در ارتش و پلیس مونیخ خدمت کرد، امّا در جنگ جهانی اول به جبهه فرستاده نشد.
فریک در سال ۱۹۱۰ با الیزابت امیلی ناگل ازدواج کرد که حاصل این ازدواج دو پسر و یک دختر بود. آن دو در سال ۱۹۳۴ از هم جدا شدند. چند هفته پس از آن، فریک با مارگارته شولتزه-ناومبورگ (همسر سابق نماینده رایشتاگ پاول شولتزه-ناومبورگ) ازدواج کرد که حاصل این ازدواج نیز یک دختر و یک پسر بود.

## فعالیت‌ها

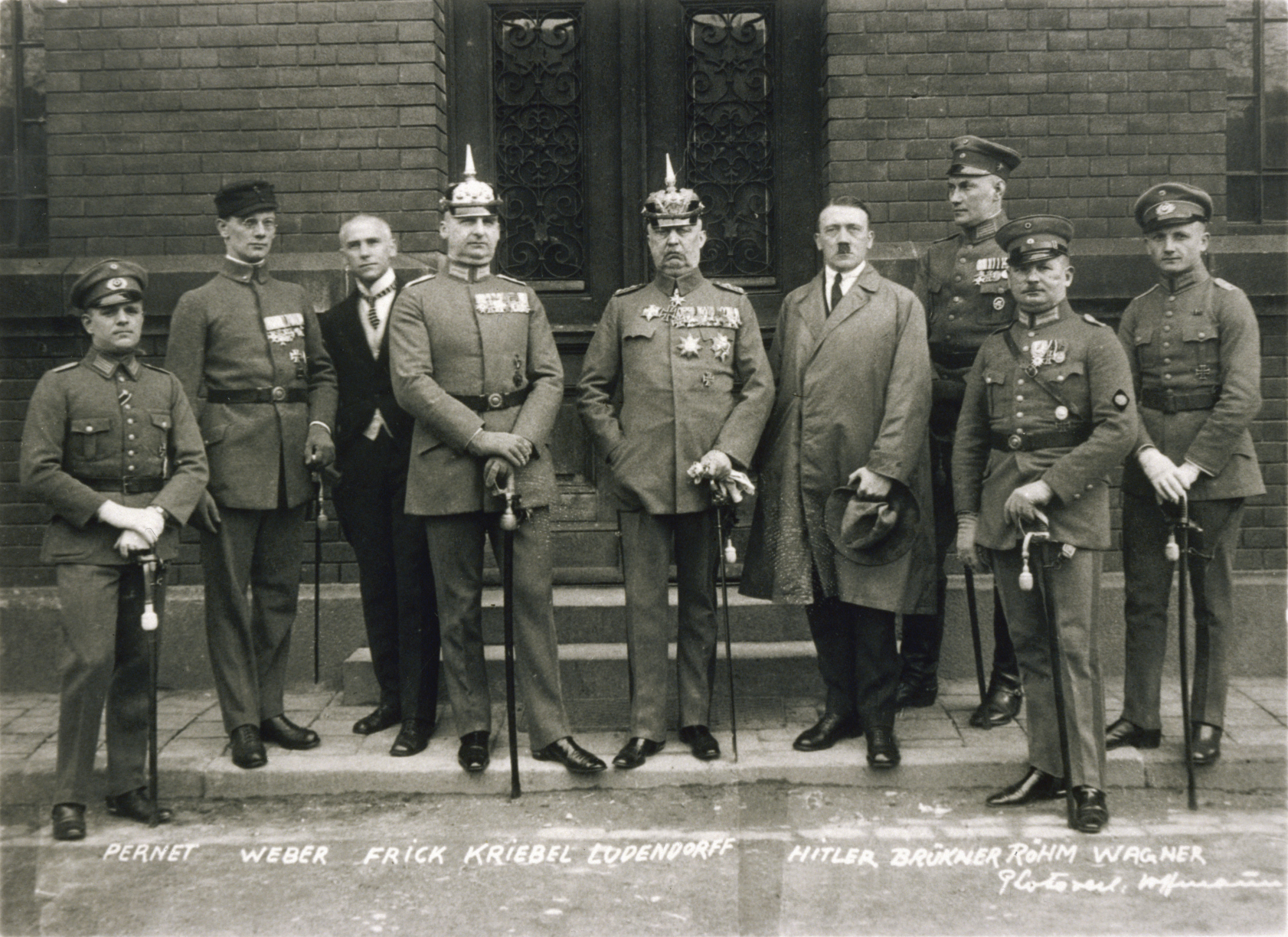
فریک (نفر سوم از چپ) در کنار هیتلر و دیگر عاملان کودتای مونیخ (۱۹۲۴)

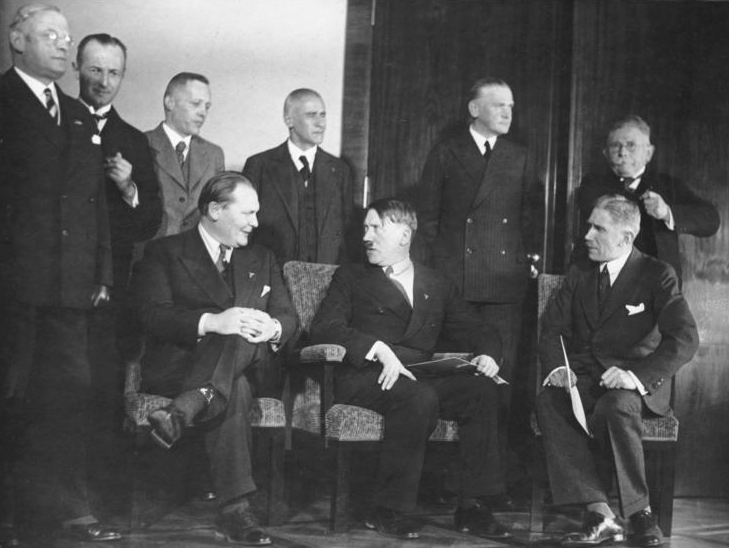
فریک (چهارمین نفر ایستاده از چپ) در کابینه هیتلر

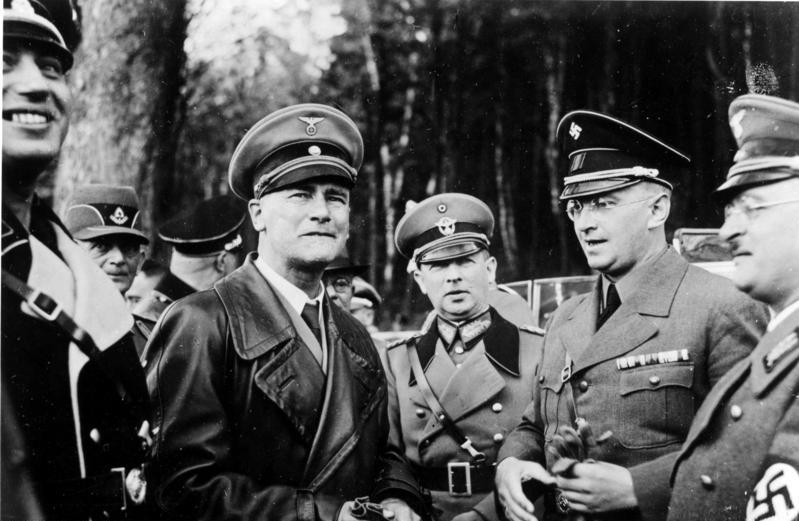
فریک (دومین نفر از چپ) در کنار کنراد هنلاین در بازدید از سودتنلند (۱۹۳۸)

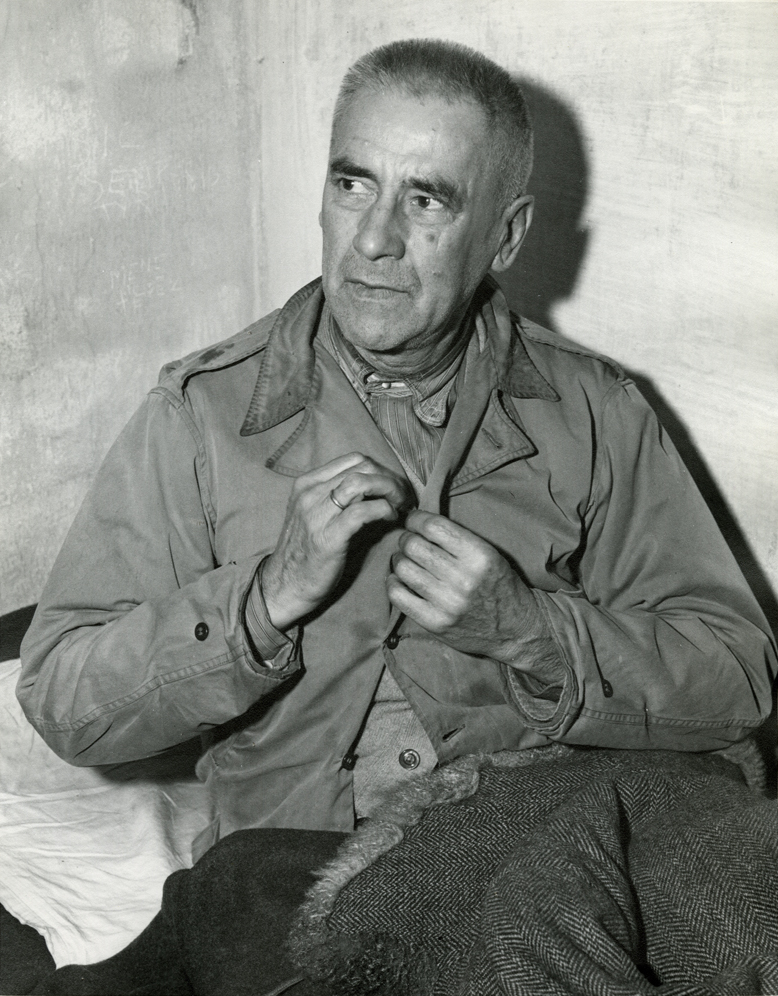
فریک در سلولش (نوامبر ۱۹۴۵)

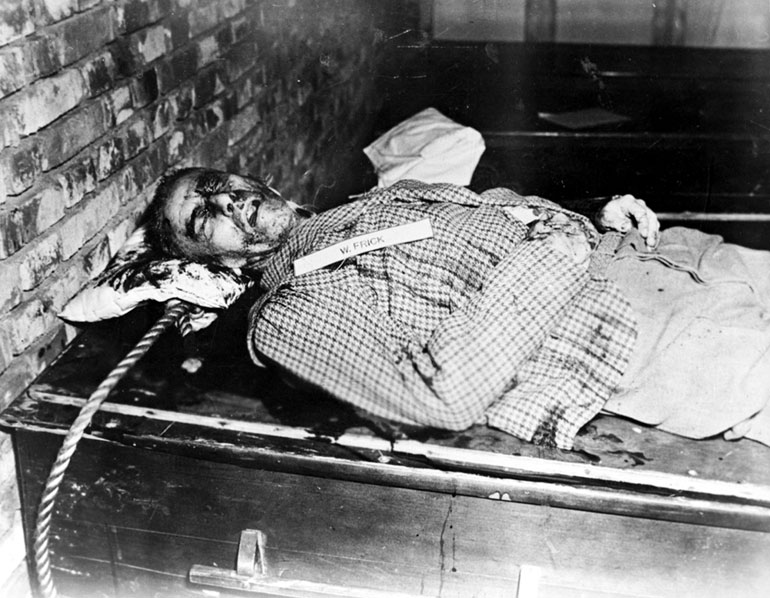
بدن بی‌جان فریک پس از اعدام

وی در مونیخ شاهد پایان جنگ جهانی اول و انقلاب ۱۹۱۹–۱۹۱۸ آلمان بود. وی در آن زمان با شبه‌نظامیان فرای کورپس همدل بود که علیه دولت کورت آیسنر در باواریا می‌جنگیدند. برای اوّلین بار ارنست پونر رئیس پلیس مونیخ وی را به آدولف هیتلر معرفی کرد.
وی و پونر در کودتای مونیخ شرکت داشتند. فریک تلاش داشت تا حملات متقابل پلیس باواریا برای شکست کودتا را سرکوب کند، امّا کودتا شکست خورد و وی دستگیر شد و به زندان افتاد. او در دادگاه خلق باواریا به تلاش و مشارکت در خیانت ملی متهم و به ۱۵ ماه زندان محکوم و از نیروی پلیس اخراج شد. اخراج او غیرمنصفانه خوانده و لغو شد؛ زیرا خیانت او اثبات نشد. وی پس از آزادی از زندان در اداره بیمه اجتماعی مونیخ مشغول به کار شد.
وی در انتخابات مجلس آلمان در می ۱۹۲۴ به عنوان نماینده مردم به رایشتاگ راه یافت. وی در جریان احیای حزب نازی در ۱ سپتامبر ۱۹۲۵ شرکت داشت. وی خود را با گرگور اشتراسر همراه کرد و با سخنرانی‌های ضد دموکراسی و یهودستیزانهٔ خود به شهرت رسید، به طوری که در سال ۱۹۲۸ رهبر گروه شبه‌نظامیان حزب نازی شد.
در سال ۱۹۲۹ و در جریان تشکیل دولت ائتلافی در ایالت تورینگن، حزب نازی برای انتخاب وزیر داخله و وزیر آموزش سهم داشت. فریک این پست‌ها را برعهده گرفت و اوّلین نازی‌ای شد که تا آن زمان مقام وزارتی را عهده‌دار بوده است. وی از این مقام برای اخراج مقامات طرفدار حزب کمونیست آلمان ۱۹۱۸ و حزب سوسیال دموکرات آلمان از دولت استفاده و اعضای حزب نازی را جایگزین آنان کرد. همچنین در زمان وزارت وی در تورینگن تعدادی از روزنامه‌ها و فیلم‌های صلح‌طلب و ضد جنگ مانند در جبهه غرب خبری نیست، ممنوع اعلام شدند. وی در ۱ آوریل ۱۹۳۱ از سمت‌های خود برکنار شد.

## وزارت رایش
وی در پی تشکیل کابینه هیتلر در ۳۰ ژانویه ۱۹۳۳ به عنوان وزیر داخله منصوب شد. البته او قدرتی کم‌تر از یک وزیر کشور در اروپا داشت. در واقع، دلیل اصلی اینکه پاول فن هیندنبورگ و فرانتس فون پاپن با اعطای پست وزارت داخله به نازی‌ها موافقت کردند، همین بود که وزیر کشور قدرت زیادی نداشت.
با این حال قدرت فریک در پی آتش‌سوزی رایشستاگ و ماجراهای پس از آن به‌تدریج افزایش یافت. در می ۱۹۳۴ وزیر ایالت آزاد پروس شد و کنترل پلیس پروس را به دست گرفت. وی تا سال ۱۹۳۵ کنترل تقریباً تمامی دولت‌های محلّی در آلمان را به دست گرفت. وی اختیار عزل و نصب شهرداران شهرداری‌های با جمعیت بالاتر از ۱۰۰٬۰۰۰ نفر را داشت؛ (به‌جز دولت‌شهرهای برلین و هامبورگ که هیتلر شهرداران آن‌ها را خود انتخاب می‌کرد) البته شهرداران شهرهای کوچک‌تر توسط فرمانداران ایالت‌ها انتخاب می‌شد که آن‌ها نیز به او پاسخگو بودند.
وی در سیاست‌های نژادی آلمان نازی نقش مهمی داشت و پیش‌نویس بسیاری از قوانین نژادپرستانه همچون قوانین نورنبرگ را تهیه کرد. وی همچنین در اجرای قوانین مربوط به عملیات تی۴ نقش داشت و این عملیات زیر نظر وزارت وی انجام می‌پذیرفت.
از اواسط تا اواخر دهه ۱۹۳۰ فریک در پی تلاش برای کاستن از درگیری‌های درون‌دولتی، ارزش و اعتبار خود را در حزب به‌طور غیرقابل‌بازگشتی از دست داد. در ژوئن ۱۹۳۶ قدرت فریک پس از اینکه هیتلر، هاینریش هیملر را به عنوان رئیس پلیس کل آلمان منصوب کرد، به شکل قابل ملاحظه‌ای کاهش یافت. بر روی کاغذ، فریک در جایگاهی بالاتر از هیملر قرار داشت، امّا در واقع او دیگر هیچ قدرتی در ادارهٔ پلیس نداشت. کشمکش طولانی قدرت میان فریک و هیملر سبب شد تا در ۲۴ اوت ۱۹۴۳ هیملر جای او را در وزارت کشور بگیرد. با این حال، او به عنوان وزیر فاقد مقام در کابینهٔ هیتلر باقی ماند. او و لوتس گراف شورین فن کروسیک تنها کسانی بودند که از زمان رسیدن هیتلر به مقام صدراعظمی تا مرگ هیتلر در کابینهٔ او باقی ماندند.
رفتن فریک از وزارت کشور درگیری‌های میان حزب و سازمان‌های دولتی را کاهش نداد. وی به عنوان حاکم بوهم و موراویا و نمایندهٔ شخصی آدولف هیتلر در سرزمین‌های چک منصوب شد. پراگ پایتخت این سرزمین که فریک در آن اقامت داشت، یکی از آخرین شهرهای نیروهای محور بود که در روزهای پایانی جنگ جهانی دوم سقوط کرد.

## محاکمه و اعدام
فریک دستگیر و در دادگاه نورنبرگ محاکمه شد. وی و رودلف هس تنها کسانی بودند که حاضر به شهادت در دادگاه نشدند. وی در ۱ اکتبر ۱۹۴۶ به جرم برنامه‌ریزی و آغاز جنگ تجاوزگرانه، جنایت جنگی، جنایت علیه بشریت و نقشش در تنظیم قوانین نورنبرگ به اعدام محکوم شد.
وی در ۱۶ اکتبر ۱۹۴۶ اعدام شد. جوزف کینگزبری-اسمیت روزنامه‌نگار دربارهٔ او نوشته است:
ششمین نفری که سلول زندانش را ترک گفت و دستبند به دست به خانهٔ مرگ خود رفت، ویلهلم فریک ۶۹ ساله بود. وی در ساعت ۲:۰۵ صبح وارد اتاق اعدام شد؛ شش دقیقه پس از آنکه مرگ روزنبرگ اعلام شد…
جنازهٔ وی و نه فرد اعدام‌شدهٔ دیگر در کنار جنازهٔ هرمان گورینگ که پیش از اعدام خودکشی کرده بود، به اوستفریدهوف فرستاده شد و در آنجا اجساد سوزانده و خاکستر آن‌ها به رود ایسار ریخته شد.